# Altymyrat Annadurdyýew
Altymyrat Annadurdyýew (sinh ngày 13 tháng 4 năm 1993) là một cầu thủ bóng đá Turkmenistan thi đấu ở FC Altyn Asyr. Anh cũng là thành viên của Đội tuyển bóng đá quốc gia Turkmenistan.

## Sự nghiệp câu lạc bộ
Anh sinh ra ở Ashgabat, Turkmenistan, và bắt đầu sự nghiệp tại đội bóng futsal Galkan ở Ashgabat. Anh trở thành nhà vô địch  của Turkmenistan 2014 và là vua phá lưới (10 bàn).
Năm 2015, anh chuyển sang bóng đá chuyên nghiệp bằng việc ký kết hợp đồng với FC Ahal. Anh có màn ra mắt cho câu lạc bộ mới trong khuôn khổ Cúp AFC 2015 trước FC Dordoi Bishkek, trong vòng 9 phút, ghi bàn từ một quả đá phạt. Trong trận đầu tiên của Giải bóng đá vô địch quốc gia Turkmenistan 2015 anh đã lập một poker trước FC Energetik Türkmebaşy (6:0).
Kể từ năm 2016 anh thi đấu cho FC Altyn Asyr.

## Sự nghiệp quốc tế
Annadurdyýew ra mắt đội tuyển quốc gia ngày 11 tháng 6 năm 2015 trước Guam.

### Bàn thắng quốc tế
Tỉ số và kết quả liệt kê bàn thắng của Turkmenistan trước.
| #  | Ngày                 | Địa điểm                                                       | Đối thủ           | Tỉ số | Kết quả | Giải đấu                 |
| -- | -------------------- | -------------------------------------------------------------- | ----------------- | ----- | ------- | ------------------------ |
| 1. | 28 tháng 3 năm 2017  | Sân vận động Thành phố Đài Bắc, Đài Bắc, Đài Loan              | Đài Bắc Trung Hoa | 1–0   | 3–1     | Vòng loại Asian Cup 2019 |
| 2. | 5 tháng 9 năm 2017   | Sân vận động Jalan Besar, Kallang, Singapore                   | Singapore         | 1–1   | 1–1     | Vòng loại Asian Cup 2019 |
| 3. | 14 tháng 11 năm 2017 | Sport toplumy, Balkanabat, Turkmenistan                        | Đài Bắc Trung Hoa | 2–0   | 2–1     | Vòng loại Asian Cup 2019 |
| 4. | 17 tháng 1 năm 2019  | Sân vận động Mohammed bin Zayed, Abu Dhabi, UAE                | Oman              | 1–1   | 1–2     | Asian Cup 2019           |
| 5. | 10 tháng 10 năm 2019 | Sân vận động Thành phố Thể thao Camille Chamoun, Beirut, Liban | Oman              | 1–1   | 2–1     | Vòng loại World Cup 2022 |
| 6. | 19 tháng 11 năm 2019 | Sân vận động Köpetdag, Ashgabat, Turkmenistan                  | Sri Lanka         | 2–0   | 2–0     | Vòng loại World Cup 2022 |
| 7. | 9 tháng 6 năm 2021   | Sân vận động Goyang, Goyang, Hàn Quốc                          | Liban             | 3–2   | 3–2     | Vòng loại World Cup 2022 |
| 8. | 8 tháng 6 năm 2022   | Sân vận động Quốc gia Bukit Jalil, Kuala Lumpur, Malaysia      | Malaysia          | 1–2   | 1–3     | Vòng loại Asian Cup 2023 |
| 9. | 11 tháng 6 năm 2022  | Sân vận động Quốc gia Bukit Jalil, Kuala Lumpur, Malaysia      | Bangladesh        | 1–0   | 2–1     | Vòng loại Asian Cup 2023 |